# Прієкуле
Прієкуле (латис. Priekule, нім. Preekuln) — місто на південному заході Латвії, в історичній області Курземе у Прієкулеському краю.

## Назва
- Прієкуле (латис. Priekule;  вимова)
- Прекульн (нім. Preekuln)

## Історія
В історичних джерелах Прієкуле вперше згадане у 1483 році, коли тутешні землі були видані у володіння династії барона фон Корфа. Палац Барона «дожив» до наших днів, і зараз у ньому розташована школа. Збереглися й побудовані у 1699 році ворота, зображення яких використається на гербі міста з того самого моменту, як Прієкуле дістало права міста.
Основний розвиток міста прийшов на відкриття у 1871 році залізничної гілки Лієпая-Вільнюс. Під час Другої світової війни з 450 будинків недоторканими залишилося лише 40. Відразу ж після війни тут розташувався районний центр.

## Уродженці
- поет Яніс Петерс (1939)
- працівник культури Євгеній Мейя,
- доктор наук в області хімії Валдіс Кампарс,
- священик та письменник Карліс Кампе,
- гончар Едіте Звагуле,